# Open Document Format Alliance
Die Open Document Format Alliance ist eine Vereinigung zur Propagierung des Open-Document-Formats mit Sitz in Washington, DC. 
Sie wurde am 3. März 2006 von 36 Unternehmen gegründet und besaß Mitte Juli 2006 bereits 277 Mitglieder und im Juni 2007 bereits 412 Mitglieder in über 50 Ländern. Die wichtigsten IT-Unternehmen der Allianz sind IBM, Oracle, Sun Microsystems und Google. Daneben finden sich auch Novell, Opera, Red Hat und weitere bekannte Namen. Außerdem beteiligen sich das Massachusetts High Tech Council und das Massachusetts Network Communications Council. 
Die ODF Alliance will vor allem Regierungen und Behörden davon überzeugen, zukünftig das von OASIS definierte OASIS Open Document Format for Office Applications zu verwenden.
Sie hat das Standardisierungsverfahren für das Open Document Format bei der Internationalen Organisation für Normung (ISO) (Normentwurf ISO/IEC DIS 26300) unterstützt. Mittlerweile ist das Format von der ISO zertifiziert worden. Es wird von vielen Regierungen bereits eingesetzt. 
Als eine Art Gegengewicht gründete Microsoft zusammen mit Apple, Intel und Toshiba die Open XML Formats Developer Group, um die eigene Entwicklung Open XML zu propagieren.